# Blood Fest
Blood Fest è un film del 2018 diretto da Owen Egerton.
Film commedia horror statunitense con protagonisti Robbie Kay, Seychelle Gabriel e Jacob Batalon. Altri membri del cast sono Barbara Dunkelman, Nick Rutherford e Tate Donovan, con un cameo di Zachary Levi. Il film è stato distribuito sul servizio di video on demand di Rooster Teeth ed è stato presentato in anteprima mondiale al SXSW Film Festival nel 2018.

## Trama
Dax da bambino assiste all'omicidio della madre da parte di un paziente di suo padre entrato di nascosto in casa. Il padre interviene uccidendo l'assassino ma troppo tardi per salvare la moglie. Il tutto mentre Dax e la madre stavano guardando un film horror. 
Una volta adolescente, Dax (divenuto grande fan del genere horror) partecipa (di nascosto dal padre divenuto odiatore del genere horror) ad un evento chiamato Blood Fest a tema horror, assieme ad alcuni amici. Essi dovranno vedersela con veri zombie, vampiri e assassini maniaci creati dall'organizzatore dell'evento che in realtà è un regista desideroso di fare un film molto realistico sfruttando vere scene di omicidio. All'inizio dell'evento infatti i partecipanti iniziano ad essere massacrati da gente mascherata armata di motoseghe, ma Dax e i suoi amici riescono a salvarsi e a ragionare sul dafarsi.
Per poter superare gli ostacoli che li separano dall'uscita del luogo per potersi salvare, i ragazzi dovranno (assieme a un regista di film horror di cui Dax è un fan che incontrano lungo il percorso) tenere conto dei luoghi comuni del genere horror. Essi verranno costantemente osservati dal regista che ha messo telecamere ovunque all'interno del luogo dove si svolge il Blood Fest, come una sorta di reality show.

## Distribuzione
Dopo che Cinedigm ha acquisito i diritti di distribuzione, il film ha avuto una proiezione teatrale di una notte il 14 agosto 2018, esclusivamente attraverso Fathom Events. Il film è uscito su piattaforme digitali il 31 agosto 2018, prima di essere rilasciato su Blu-ray e DVD il 2 ottobre 2018. La versione digitale include anche scene con Gus Sorola che sono state tagliate dal film sotto forma di un cortometraggio intitolato Gus Fest.
Il 30 agosto 2018, Rooster Teeth ha pubblicato "Mr. Leadfeet", un cortometraggio con il personaggio di Mr. Leadfeet di Blood Fest.
Il film è diventato disponibile per i membri a pagamento del sito web si Rooster Teeth il 14 febbraio 2019.

## Riconoscimenti
- 2018 - Cleveland International Film Festival
  - Candidatura a Best American Independent Feature Film
- 2018 - Fayetteville Film Festival
  - Premio della Giuria